# Сергій Салов
Сергій Салов (нар. 30 травня 1979, Донецьк, Україна) — канадський піаніст українського походження.

## Творчість
Салов отримав першу премію в категорії фортепіано на Міжнародному музичному конкурсі в Монреалі 2004 року та другу премію на Міжнародному конкурсі артистів Джини Бахауер 2010 року в Солт-Лейк-Сіті, штат Юта. У травні 2014 року він повернувся на Монреальський міжнародний музичний конкурс, щоб виграти першу премію Річарда Люп'єна за імпровізацію.
Салов виконує сольну фортепіанну музику в повнометражному фільмі «Кода» (реж. Клод Лалонд) 2019 року. У фільмі Патрика Стюарта грає відомого концертного піаніста, який бореться з нападами тривоги. На додаток до використання записів Салова понад 25 класичних творів, які, здається, виконує персонаж Стюарта Генрі Коул, у фільмі Салов з'являється на камері в короткій епізодичній ролі другорядного персонажа, який у титрах з'являється як «Український піаніст».